# Ràdagast
Ràdagast el Bru (Radagast en la transcripció original anglesa) és un personatge fictici del llegendari de J.R.R. Tolkien. Apareix a El Senyor dels Anells i als Contes Inacabats, i és mencionat a El Hòbbit.
És un dels cinc istari o mags que els vàlar van enviar a la Terra Mitjana a vetllar pels fills de l'Ilúvatar. Juntament amb Sàruman, Gàndalf i els dos mags blaus, va arribar a les costes de la Terra Mitjana als voltants de l'any 1000 de la Tercera Edat.
El seu nom original a Vàlinor era Aiwendil, que significa "amic dels ocells" de quenya, i era un dels servents de Yavanna. A la Terra Mitjana es va enamorar de la kelvar i la olvar (flora i fauna), i anà a viure a Rhosgobel, a les valls de l'Ànduin, entre la vegetació i els animals salvatges. Era el més savi en totes les coses relacionades amb herbes i bèsties, i es deia que parlava les múltiples llengües dels ocells.
Va ser membre del Consell Blanc, que es constituí per plantar cara a Sàuron. A les reunions, però, la seva preocupació principal era protegir les plantes i els animals.
És mencionat a la part final de El Silmaríl·lion, i també a El Hòbbit on se'l descriu com un amic de Beorn i cosí de Gàndalf. A El Senyor dels Anells, Ràdagast és utilitzat per Sàruman perquè, sense saber-ho, l'ajudi a capturar Gàndalf. Tanmateix, també sense voler-ho l'ajuda a escapar-se en assabentar les àguiles de la seva situació.
Sobre Ràdagast, Tolkien escriu que va abandonar la seva missió com un dels mags en obsessionar-se amb els animals i les plantes. També escriu que no creu que la caiguda de Ràdagast sigui tan gran com la de Sàruman i que probablement se li permetria de tornar a les Terres Immortals.
El personatge de Ràdagast no apareix a la versió cinematogràfica de Peter Jackson d'El Senyor dels Anells però sí en la d'El Hòbbit.